# Huron n.º 223
Huron n.º 223 es un municipio rural canadiense situado en la provincia de Saskatchewan.

## Superficie
Huron n.º 223 tiene una superficie de 830,68 km².

## Demografía
En 2021, tenía 205 habitantes, una densidad poblacional de 0,2 hab./km², y 59 viviendas.